# Lignano Sabbiadoro
Lignano Sabbiadoro (furlansky Lignan) je italské město v oblasti Furlansko-Julské Benátsko. Bylo zbudováno v 50. letech 20. století. Je to oblíbené přímořské letovisko.

## Geografie
Město se nachází při Maránské laguně asi 60 kilometrů od Udine a 90 kilometrů od Benátek a Terstu.

## Městské části

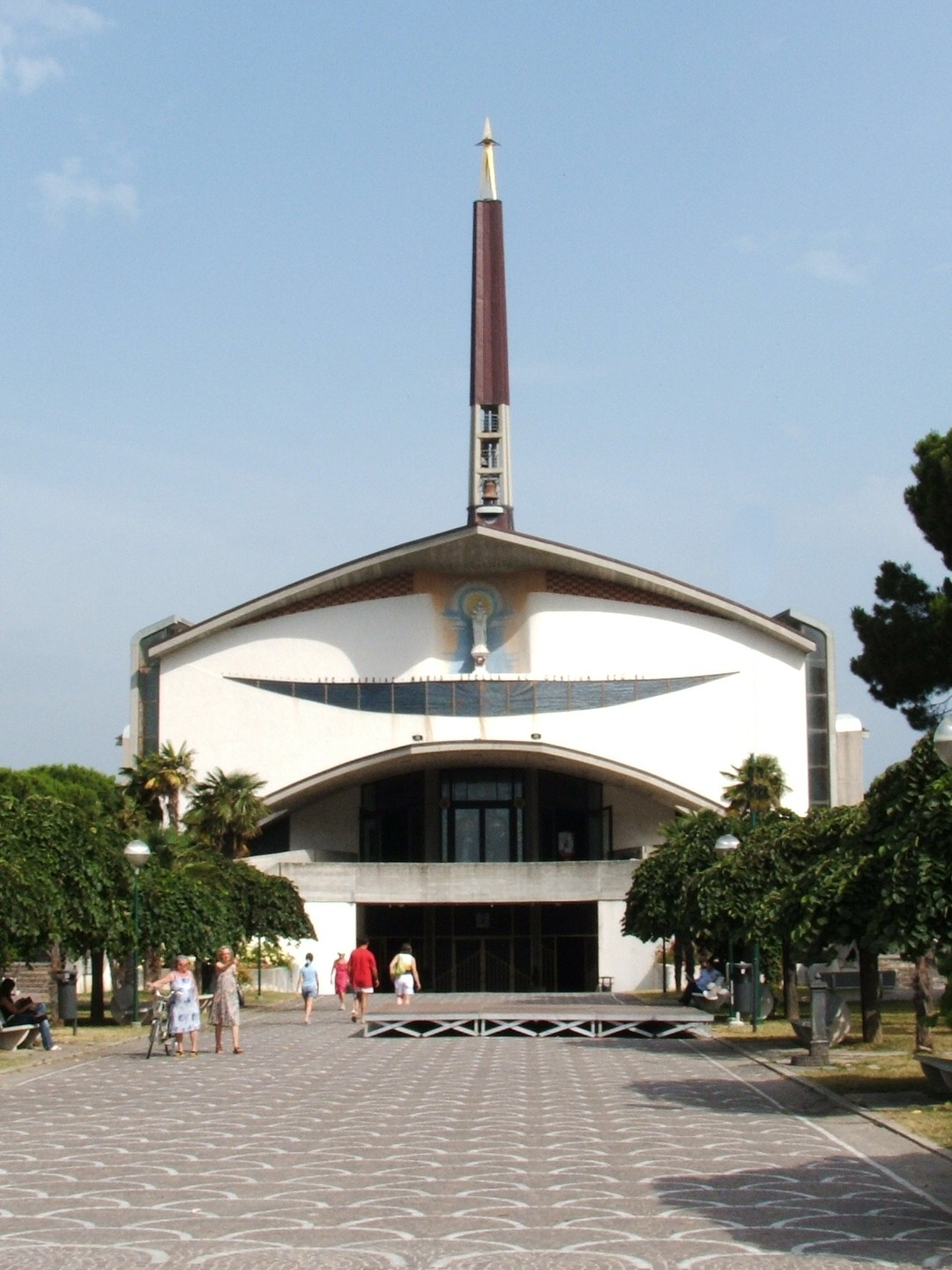
kostel v části Sabbiadoro

Lignano Sabbiadoro je centrem poloostrova a skládá se z velkého množství hotelů, barů a prázdninových apartmánů. Hlavní nákupní třída vede od Viale Centrale přes pěší zónu až po Terrazza al Mare ve špičce poloostrova.
Písčité pláže jsou rozděleny do několika částí, které mají různé barvy a jsou rozděleny od 1 do 19. Ve městě je hodně fontán a náměstí. Na jednom z náměstí je i kostel. Jednosměrná ulice, která vede podél pláže se jmenuje Lungomare Trieste.
Lignano Pineta leží ve střední části a vzniklo kolem roku 1950. Silnice vedou po 100 metrech ve spirálovitém tvaru směrem ven od centra. Pineta leží v piniovém lese, ve kterém se nacházejí hotely a prázdninové apartmány.
Hlavní nákupní třída je v centru Pinety a vede od kostela k moři. Zde se nacházejí kavárny a bary. Také v Pinetě je pláž rozdělena do oddílů 1–5. Silnice podél pláže se jmenuje Lungomare Adriatico.
Lignano Riviera leží u ústí řeky Tagliamento a je ještě klidnější než Pineta. Je zde méně hotelů a více kempů.
Řeka Tagliamento odděluje Rivieru od Bibione. V Rivieře se nachází přístav a golfové hřiště.

## Patron města
Patronem města je San Giovanni Bosco, zakladatel řádu Salesiánů.

## Punta Verde
Poblíž města se nachází zoologická zahrada Punta Verde s více než 1500 druhy zvířat.

## Galerie

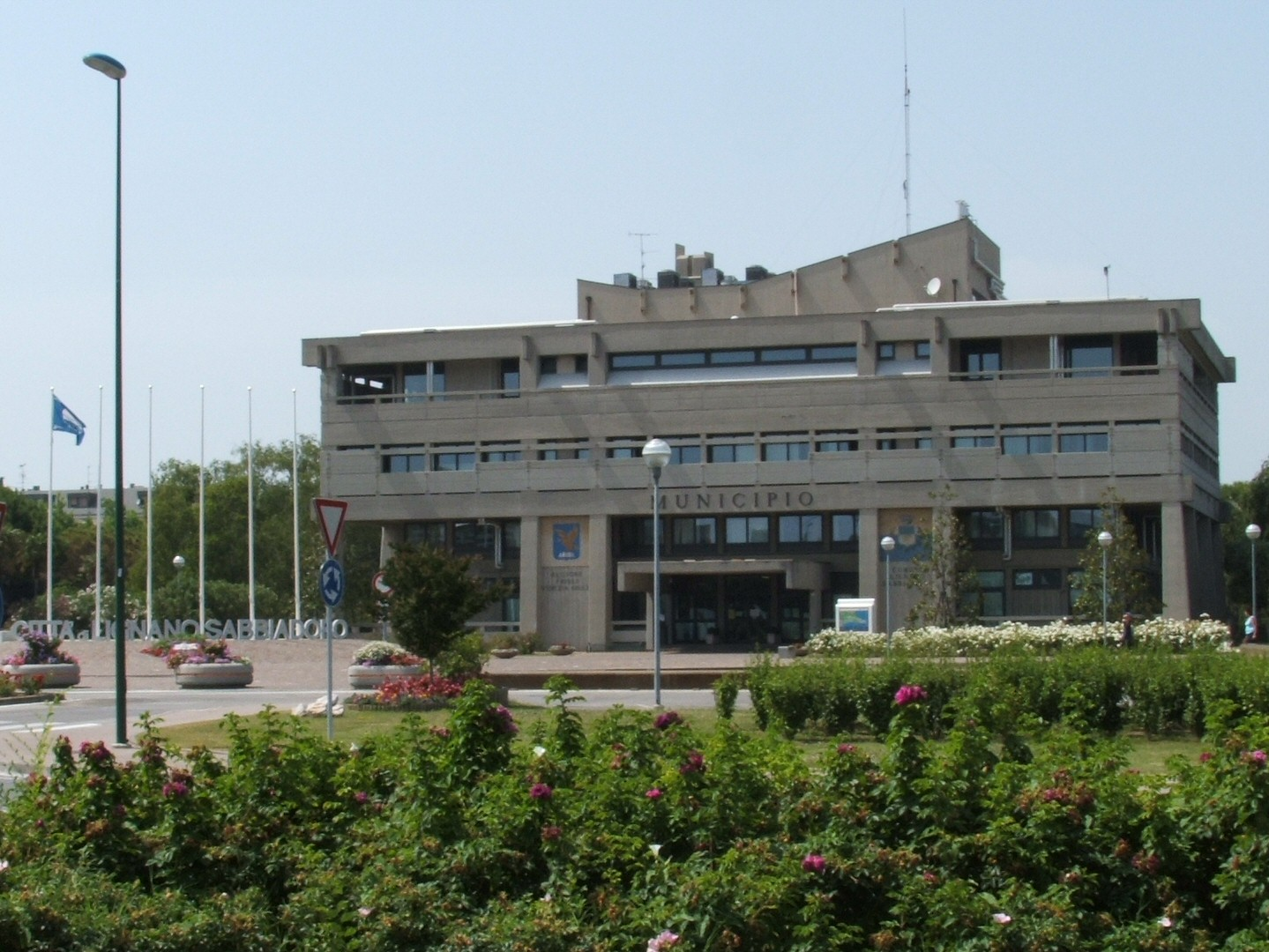
Radnice
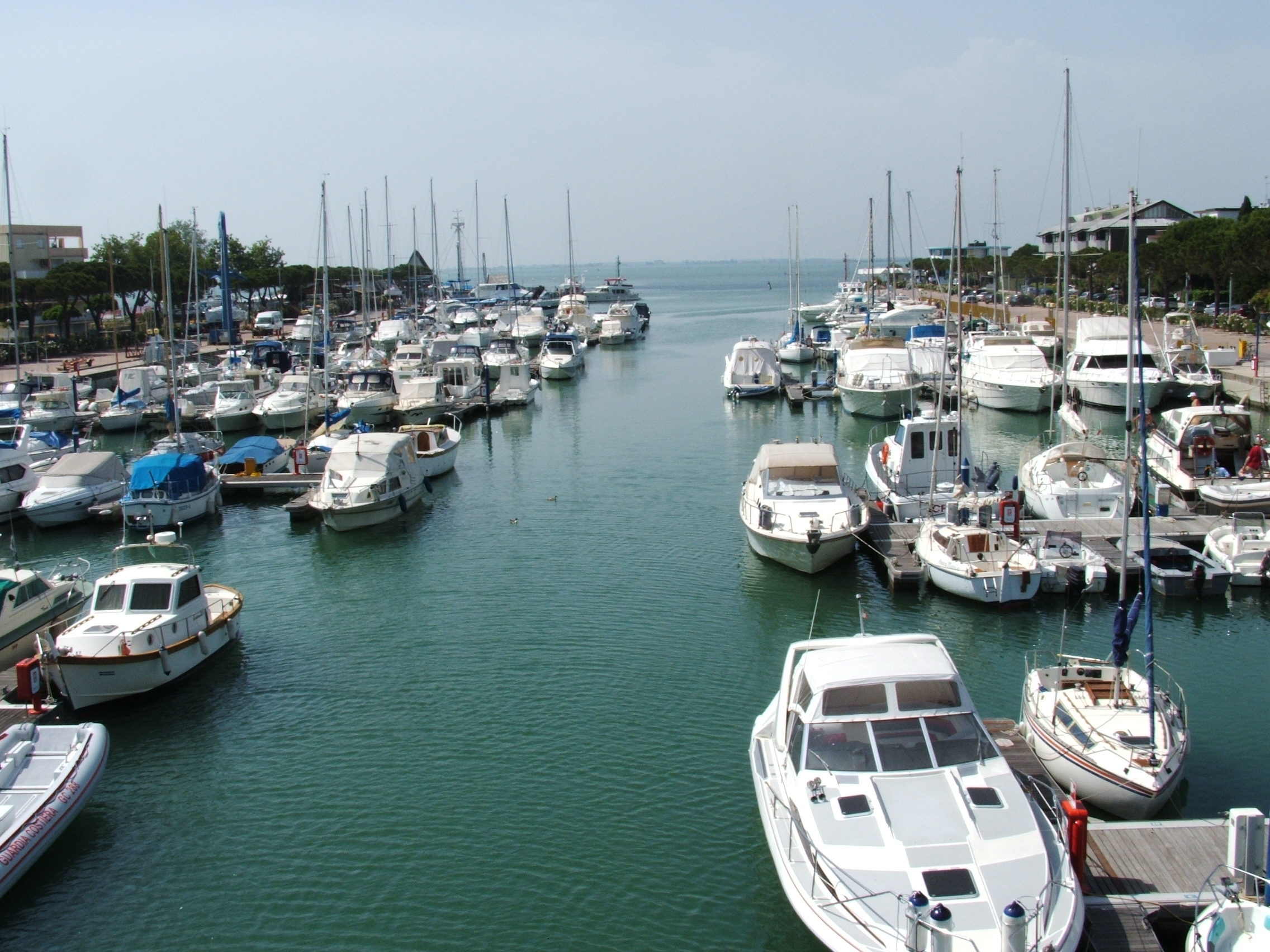
Přístav
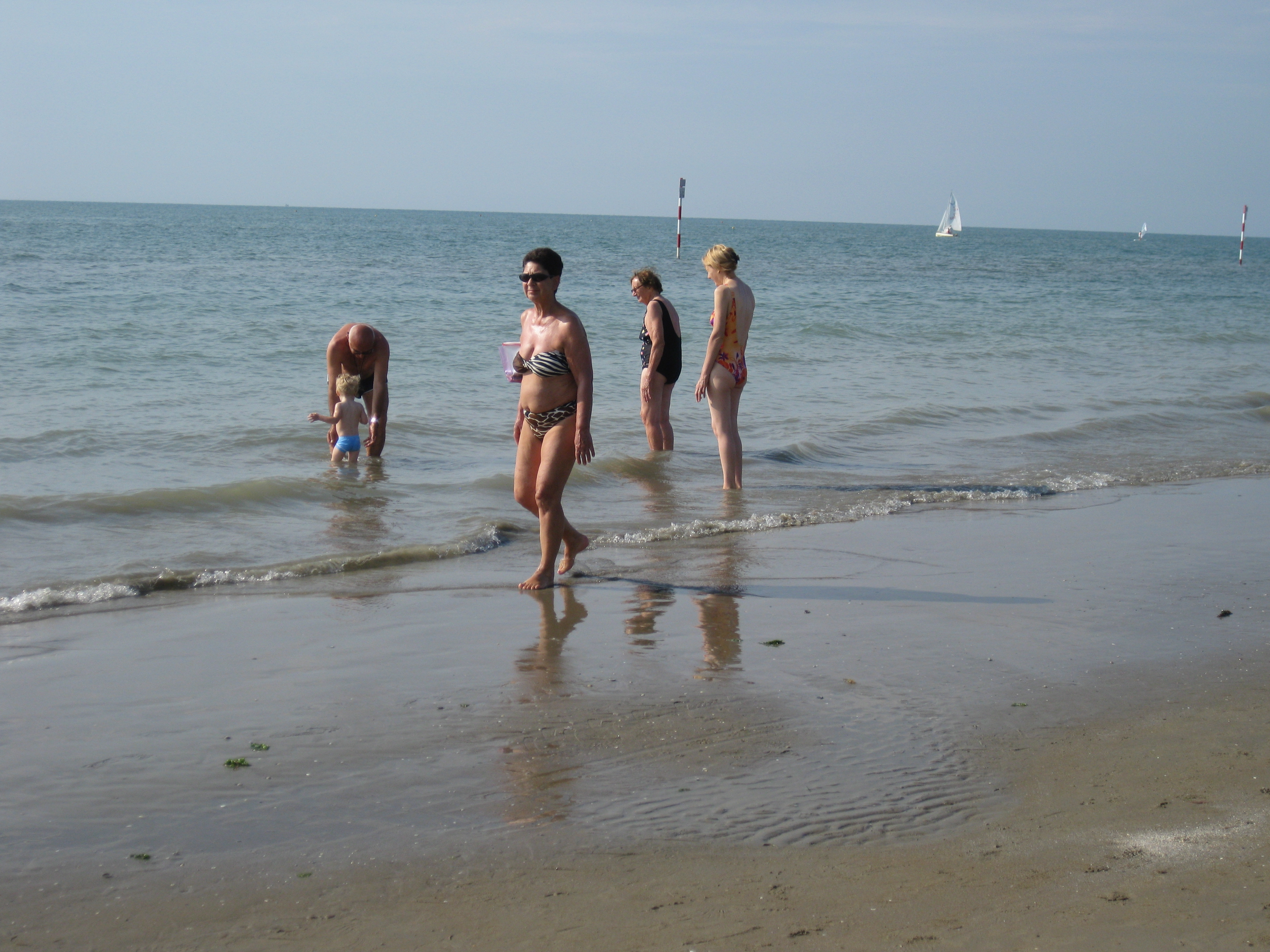
Pláž (1)
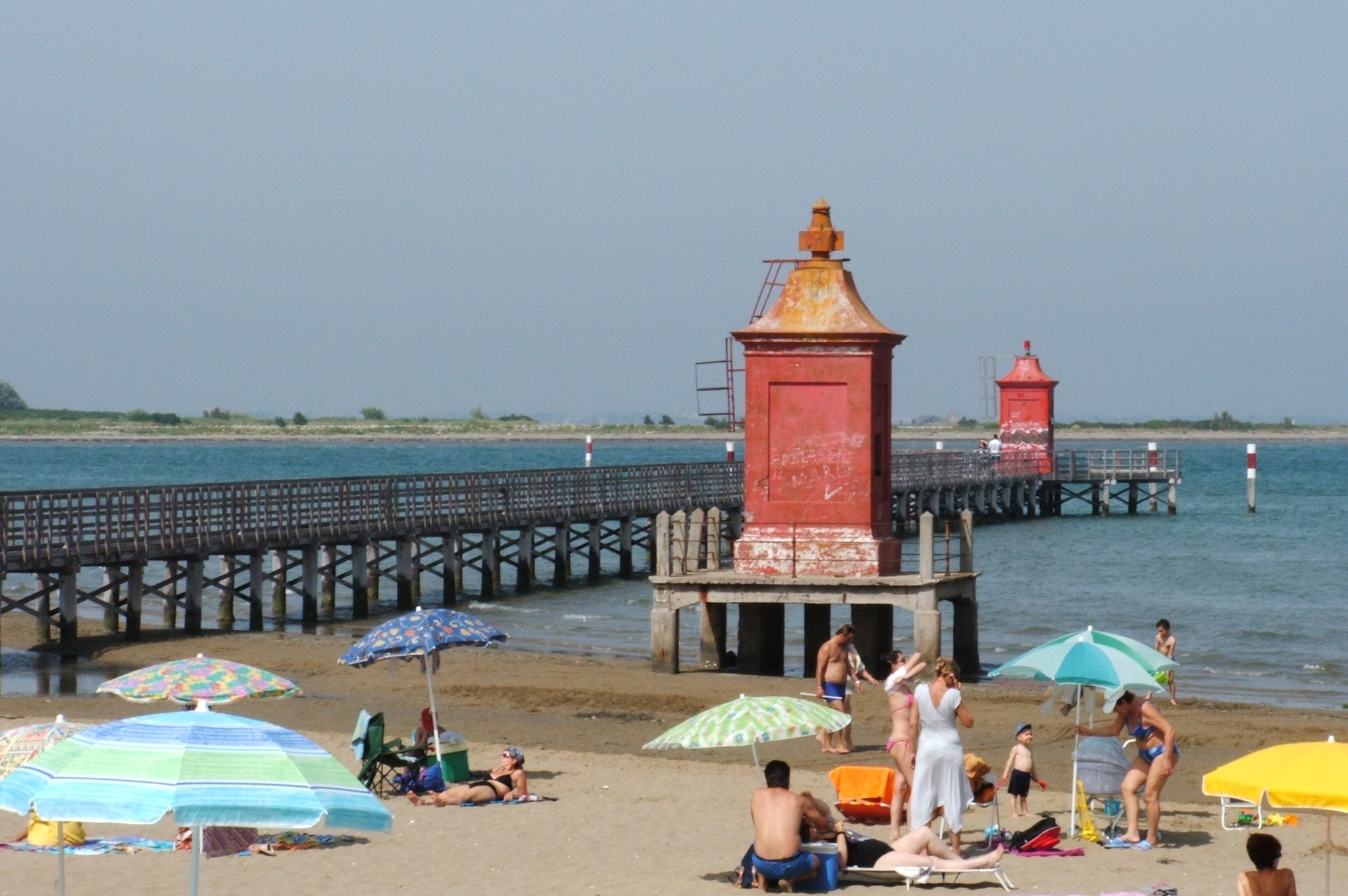
Pláž (2)